# Бомонт (Мисисипи)
Бомонт (енгл. Beaumont) град је у америчкој савезној држави Мисисипи.

## Демографија
По попису из 2010. године број становника је 951, што је 26 (-2,7%) становника мање него 2000. године.
| Група             | 2000.       | 2010.       |
| Белци             | 500 (51,2%) | 489 (51,4%) |
| Афроамериканци    | 464 (47,5%) | 447 (47,0%) |
| Азијати           | 0 (0,0%)    | 1 (0,1%)    |
| Хиспаноамериканци | 3 (0,3%)    | 1 (0,1%)    |
| Укупно            | 977         | 951         |